# UFC 178
UFC 178: Johnson vs. Cariaso（ユーエフシー・ワンセブンティエイト：ジョンソン・バーサス・カリアソ）は、アメリカ合衆国の総合格闘技団体「UFC」の大会の一つ。2014年9月27日、ネバダ州ラスベガスのMGMグランド・ガーデン・アリーナで開催された。

## 大会概要
本大会では、王者のデメトリアス・ジョンソンと挑戦者のクリス・カリアソによるUFC世界フライ級タイトルマッチが組まれた。
Bellator世界ライト級王者エディ・アルバレスがUFCデビュー。

## 試合結果

### アーリープレリム
第1試合 バンタム級ワンマッチ 5分3R
○  マニー・ガンブリャン vs.  コーディ・ギブソン ×
2R 4:56 ギロチンチョーク
第2試合 ライト級ワンマッチ 5分3R
○  ケビン・リー vs.  ジョン・タック ×
3R終了 判定3-0（30-26、30-26、30-26）

### プレリミナリーカード
第3試合 ウェルター級ワンマッチ 5分3R
○  ブライアン・エバーソール vs.  ジョン・ハワード ×
3R終了 判定2-1（29-28、28-29、29-28）
第4試合 ウェルター級ワンマッチ 5分3R
○  スティーブン・トンプソン vs.  パトリック・コーテ ×
3R終了 判定3-0（29-28、29-28、30-27）
第5試合 ライト級ワンマッチ 5分3R
○  ホルヘ・マスヴィダル vs.  ジェームス・クラウス ×
3R終了 判定3-0（30-27、29-28、30-27）
第6試合 バンタム級ワンマッチ 5分3R
○  ドミニク・クルーズ vs.  水垣偉弥 ×
1R 1:01 KO（パウンド）

### メインカード
第7試合 女子バンタム級ワンマッチ 5分3R
○  キャット・ジンガーノ vs.  アマンダ・ヌネス ×
3R 1:21 TKO（パウンド）
第8試合 ミドル級ワンマッチ 5分3R
○  ヨエル・ロメロ vs.  ティム・ケネディ ×
3R 0:58 TKO（パウンド）
第9試合 フェザー級ワンマッチ 5分3R
○  コナー・マクレガー vs.  ダスティン・ポイエー ×
1R 1:46 TKO（左フック→パウンド）
第10試合 ライト級ワンマッチ 5分3R
○  ドナルド・セラーニ vs.  エディ・アルバレス ×
3R終了 判定3-0（29-28、29-28、29-28）
第11試合 UFC世界フライ級タイトルマッチ 5分5R
○  デメトリアス・ジョンソン vs.  クリス・カリアソ ×
2R 2:29 キムラロック
※ジョンソンが5度目の防衛に成功。

### 各賞
ファイト・オブ・ザ・ナイト： ヨエル・ロメロ vs. ティム・ケネディ
パフォーマンス・オブ・ザ・ナイト： コナー・マクレガー、ドミニク・クルーズ
各選手にはボーナスとして5万ドルが授与された。

### カード変更
負傷などによるカードの変更は以下の通り。
- ボビー・グリーン → ジェームス・クラウス（第5試合）

- ボビー・グリーン → エディ・アルバレス（第10試合）

- ジョン・ジョーンズ vs. ダニエル・コーミエ → UFC 182に移動

- ジョン・ジョーンズ vs. アレクサンダー・グスタフソン → グスタフソンの負傷により中止

- ドナルド・セラーニ vs. ハビブ・ヌルマゴメドフ → ヌルマゴメドフの負傷により中止